# Jān Āqā
Jān Āqā (persiska: جان آقا) är en ort i Iran.   Den ligger i provinsen Västazarbaijan, i den nordvästra delen av landet, 500 km väster om huvudstaden Teheran. Jān Āqā ligger 1 418 meter över havet och antalet invånare är 273.
Terrängen runt Jān Āqā är huvudsakligen kuperad. Jān Āqā ligger nere i en dal. Runt Jān Āqā är det ganska glesbefolkat, med 47 invånare per kvadratkilometer. Närmaste större samhälle är barwq, 13,6 km väster om Jān Āqā. Trakten runt Jān Āqā består i huvudsak av gräsmarker.